# Fort Salonga
Fort Salonga és una concentració de població designada pel cens dels Estats Units a l'estat de Nova York. Segons el cens del 2000 tenia 9.634 habitants.

## Demografia
Segons el cens del 2000, Fort Salonga tenia 9.634 habitants, 3.225 habitatges, i 2.715 famílies. La densitat de població era de 412,8 habitants/km².
Dels 3.225 habitatges en un 37,9% hi vivien nens de menys de 18 anys, en un 75,8% hi vivien parelles casades, en un 6,1% dones solteres, i en un 15,8% no eren unitats familiars. En el 12% dels habitatges hi vivien persones soles el 4,6% de les quals corresponia a persones de 65 anys o més que vivien soles. El nombre mitjà de persones vivint en cada habitatge era de 2,96 i el nombre mitjà de persones que vivien en cada família era de 3,22.
Per edats la població es repartia de la següent manera: un 25,9% tenia menys de 18 anys, un 5,1% entre 18 i 24, un 27,6% entre 25 i 44, un 29,8% de 45 a 60 i un 11,5% 65 anys o més.
L'edat mediana era de 40 anys. Per cada 100 dones de 18 o més anys hi havia 97,8 homes.
Entorn del 2,5% de les famílies i el 3,3% de la població estaven per davall del llindar de pobresa.